# جرولامو لو ساویو
جرولامو لو ساویو (ایتالیایی: Gerolamo Lo Savio؛ ‏ ۱۸۵۷ – ۱۹۳۲) کارگردان فیلم صامت اهل ایتالیا بود. او کاشف استعداد فرانچسکا برتینی بازیگر بود.
از فیلم‌ها یا برنامه‌های تلویزیونی که وی در آن نقش داشته‌است، می‌توان به شاه لیر اشاره کرد.